# Grand Prix Belgii 1978
Grand Prix Belgii 1978 (oryg. Grote Prijs van Belgie) – szósta runda Mistrzostw Świata Formuły 1 w sezonie 1978, która odbyła się 21 maja 1978, po raz piąty na torze Circuit Zolder.
36. Grand Prix Belgii, 25. zaliczane do Mistrzostw Świata Formuły 1.

## Klasyfikacja
| Legenda oznaczeń w tabelach wyników Wyświetl szablon na nowej stronie | Legenda oznaczeń w tabelach wyników Wyświetl szablon na nowej stronie                                                                     |
| Oznaczenie                                                            | Wyjaśnienie |
| --------------------------------------------------------------------- | --- |
| Złoty                                                                 | Zwycięzca lub mistrzostwo |
| Srebrny                                                               | 2. miejsce lub wicemistrzostwo |
| Brązowy                                                               | 3. miejsce lub II wicemistrzostwo |
| Zielony                                                               | Ukończył, punktował (w klasyfikacji generalnej, gdy zdobył co najmniej jeden punkt na przestrzeni sezonu, poza trzema powyższymi opcjami) |
| Niebieski                                                             | Ukończył, nie punktował (w klasyfikacji generalnej, gdy nie zdobył co najmniej jednego punktu na przestrzeni sezonu)                      |
| Czerwony                                                              | Nie zakwalifikował się (NZ) |
| Czerwony                                                              | Nie prekwalifikował się (NPK) |
| Różowy                                                                | Nie ukończył (NU) |
| Różowy                                                                | Niesklasyfikowany (NS) (w klasyfikacji generalnej, gdy nie został sklasyfikowany w żadnym wyścigu sezonu)                                 |
| Czarny                                                                | Zdyskwalifikowany (DK) |
| Czarny                                                                | Wykluczony (WYK/EX) |
| Biały                                                                 | Nie wystartował (NW) |
| Biały                                                                 | Kontuzjowany (K/INJ) |
| Biały                                                                 | Wyścig odwołany (OD/C) |
| Bez koloru                                                            | Został wycofany (WYC/WD) |
| Bez koloru                                                            | Nie przybył (NP/DNA) |
| Bez koloru                                                            | Nie brał udziału w treningach (NT/DNP) |
| Bez koloru                                                            | Nie został zgłoszony (–) |
| Pogrubienie                                                           | Start z pole position |
| Kursywa                                                               | Najszybsze okrążenie wyścigu |
| †                                                                     | Nie ukończył, ale jego rezultat został zaliczony ze względu na przejechanie więcej niż 90% dystansu wyścigu.                              |
| *                                                                     | Sezon w trakcie |
| 1/2/3                                                                 | Punktowana pozycja w sprincie kwalifikacyjnym                                                                                             |
| Lista systemów punktacji Formuły 1                                    | |

| Poz. | Nr. | Kierowca              | Konstruktor        | Okrążeń | Czas/powód NU | Poz. start. | Punktów |
| ---- | --- | --------------------- | ------------------ | ------- | ------------- | ----------- | ------- |
| 1    | 5   | Mario Andretti        | Lotus-Ford         | 70      | 1:39:52.02    | 1           | 9       |
| 2    | 6   | Ronnie Peterson       | Lotus-Ford         | 70      | +9.90 sek.    | 7           | 6       |
| 3    | 11  | Carlos Reutemann      | Ferrari            | 70      | +24.34 sek.   | 2           | 4       |
| 4    | 12  | Gilles Villeneuve     | Ferrari            | 70      | +47.04 sek.   | 4           | 3       |
| 5    | 26  | Jacques Laffite       | Ligier-Matra       | 69      | Wypadek       | 14          | 2       |
| 6    | 3   | Didier Pironi         | Tyrrell-Ford       | 69      | +1 okrążenie  | 23          | 1       |
| 7    | 30  | Brett Lunger          | McLaren-Ford       | 69      | +1 okrążenie  | 24          |         |
| 8    | 33  | Bruno Giacomelli      | McLaren-Ford       | 69      | +1 okrążenie  | 21          |         |
| 9    | 31  | René Arnoux           | Martini-Ford       | 68      | +2 okrążenia  | 19          |         |
| 10   | 27  | Alan Jones            | Williams-Ford      | 68      | +2 okrążenia  | 11          |         |
| 11   | 9   | Jochen Mass           | ATS-Ford           | 68      | +2 okrążenia  | 16          |         |
| 12   | 22  | Jacky Ickx            | Ensign-Ford        | 64      | +6 okrążeń    | 22          |         |
| 13   | 19  | Vittorio Brambilla    | Surtees-Ford       | 63      | Silnik        | 12          |         |
| NU   | 16  | Hans Joachim Stuck    | Shadow-Ford        | 56      | Wypadł z toru | 10          |         |
| NS   | 15  | Jean-Pierre Jabouille | Renault            | 56      | +14 okrążeń   | 20          |         |
| NU   | 20  | Jody Scheckter        | Wolf-Ford          | 53      | Wypadł z toru | 5           |         |
| NU   | 4   | Patrick Depailler     | Tyrrell-Ford       | 51      | Skrz. biegów  | 13          |         |
| NU   | 17  | Clay Regazzoni        | Shadow-Ford        | 40      | Przen napędu  | 18          |         |
| NU   | 35  | Riccardo Patrese      | Arrows-Ford        | 31      | Zawieszenie   | 8           |         |
| NU   | 36  | Rolf Stommelen        | Arrows-Ford        | 26      | Wypadł z toru | 17          |         |
| NU   | 2   | John Watson           | Brabham-Alfa Romeo | 18      | Wypadek       | 9           |         |
| NU   | 1   | Niki Lauda            | Brabham-Alfa Romeo | 0       | Wypadek       | 3           |         |
| NU   | 7   | James Hunt            | McLaren-Ford       | 0       | Wypadek       | 6           |         |
| NU   | 14  | Emerson Fittipaldi    | Fittipaldi-Ford    | 0       | Wypadek       | 15          |         |
| NZ   | 18  | Rupert Keegan         | Surtees-Ford       |         |               |             |         |
| NZ   | 24  | Derek Daly            | Hesketh-Ford       |         |               |             |         |
| NZ   | 32  | Keke Rosberg          | Theodore-Ford      |         |               |             |         |
| NZ   | 10  | Alberto Colombo       | ATS-Ford           |         |               |             |         |
| NZ   | 25  | Hector Rebaque        | Lotus-Ford         |         |               |             |         |
| NZ   | 37  | Arturo Merzario       | Merzario-Ford      |         |               |             |         |